# Heerlijkheid Bokhoven
De heerlijkheid Bokhoven was een heerlijkheid in de huidige gemeente 's-Hertogenbosch.
Archeologisch onderzoek heeft bij Bokhoven bewoning aangetoond vanaf de 12e eeuw. De eerste vermelding in de archieven is uit 1307. 
In 1363 noemde ene ridder Gijsbert Cocq zich als eerste heer van Bokhoven. Een vermoedelijk familielid van hem, Jan van Herlaar, droeg op 15 september 1365 Bokhoven als leen op aan de bisschop van Luik, waarbij zijn broer, Arnoud van Herlaar, leenman werd. Als leen van Luik onttrok Bokhoven zich aan de territoriale ambities van Holland, Brabant en Gelre. In diezelfde tijd werd het kasteel van Bokhoven gebouwd, vermoedelijk door Jan Oem van Arkel.
Hoewel de heerlijkheid Bokhoven geen Habsburgs bezit was, koos de toenmalige heer Jan van der Aa tijdens de Gelderse Onafhankelijkheidsoorlog in 1498 partij voor de Habsburgers, tegen zijn eigen neef Karel van Gelre. De Geldersen sloegen hard terug en verwoestten datzelfde jaar nog het dorp. De overlevering wil dat de herbouw op een oostelijker plek plaatsvond, maar dat wordt door bodemonderzoek niet bevestigd. Keizer Maximiliaan I bevorderde Jan van der Aa tot ridder in de Orde van het Gulden Vlies en zijn heerlijkheid kreeg op 16 maart 1499 de rang van baronie.
Tijdens de Tachtigjarige Oorlog was Bokhoven, zoals Luik, neutraal gebied. Na het Beleg van 's-Hertogenbosch in 1629 werd het een katholieke enclave binnen Staats-Brabant, waar de uitoefening van de katholieke godsdienst werd onderdrukt. In tegenstelling tot Staats-Brabant was het in Bokhoven mogelijk om katholieke erediensten te houden. Dit zorgde ervoor dat katholieken uit 's-Hertogenbosch het kerkje als grenskerk gingen benutten, wat financieel zeer voordelig was voor de heerlijkheid. 
Op 17 februari 1640 werd de baronie een vrij graafschap, met als eerste graaf Engelbert II van Immerzele. Ook na de Vrede van Münster bleef Bokhoven buiten de Republiek en deel van het Heilige Roomse Rijk.
Tijdens de Hollandse Oorlog viel Lodewijk XIV in het Rampjaar 1672 de Republiek aan. Hoewel het graafschap Bokhoven ook in deze strijd neutraal was, bliezen de Franse troepen die 's-Hertogenbosch belegerden toch het kasteel op, zodat het geheel lecht in ruwiene. Het zou nooit meer herbouwd worden. De graven bleven wonen in de voorhof maar ook die verviel steeds meer.
In augustus 1794 trokken de Franse revolutionaire troepen, die zich van feodale grenzen al helemaal niets aantrokken, het graafschap binnen met veertig kanonnen. Per decreet van 1 oktober 1795 werd het bij de Franse Republiek ingelijfd, maar op 5 januari 1800 aan de Bataafse Republiek overgedragen.